# Federico Esposito
Federico Esposito (Piombino, 2 luglio 1986) è un velista italiano.

## Biografia
Nato nel 1986 a Piombino, in provincia di Livorno, ha iniziato a praticare la vela a 10 anni, partecipando alle prime gare l'anno successivo.
Nel 2011 ha preso parte ai Mondiali di Perth, nell'RS:X, terminando 36º con 214 punti (258 senza penalità), riuscendo così a ottenere il pass olimpico.
A 26 anni ha partecipato ai Giochi olimpici di Londra 2012, nell'RS:X, chiudendo 34º con 269 punti (305 senza penalità).
Nel 2014 ha preso di nuovo parte ai Mondiali, quelli di Santander, sempre nell'RS:X, arrivando 38º con 271 punti (312 senza penalità).
In seguito nella carriera si è dedicato anche allo stand up paddle.